# Quadrangles de Mercure
La surface de la planète Mercure a été divisée en quinze quadrangles, désignés H-1 à H-15 (le «H» signifie Hermès, l'équivalent grec de Mercure). Les quadrangles sont nommés pour les caractéristiques de surface proéminentes visibles dans chaque zone. Les quadrangles ont été initialement nommés d'après leurs caractéristiques de l'albédo, car ce sont les caractéristiques les plus importantes visibles avant que la cartographie ne soit effectuée par une sonde spatiale. La cartographie réalisée avec les images obtenues par les survols de Mariner 10 en 1974 et 1975 a conduit à renommer neuf des quadrangles pour des caractéristiques proéminentes nouvellement cartographiées. Les six quadrangles restants étaient complètement non cartographiés par Mariner 10 et étaient toujours désignés par leurs noms d'albédo. À la suite de l'arrivée de MESSENGER en orbite en 2011, ces six quadrangles ont été cartographiés et renommés.
| Nom          | Quadrangle | Homonyme               | Formation d'albédo          | Étendue                                   | Image de Mariner 10 | Carte actuelle | Notes                                                                               |
| ------------ | ---------- | ---------------------- | --------------------------- | ----------------------------------------- | ------------------- | -------------- | ----------------------------------------------------------------------------------- |
| Borealis     | H-1        | Borealis Planitia      | Borea                       | Pôle Nord à 67° latitude                  |                     | H-1            | Auparavant "Goethe", puis renommée par l'Union astronomique internationale en 1976. |
| Victoria     | H-2        | Victoria Rupes         | Aurora                      | 0 à 90° longitude, 21 à 66° latitude      |                     | H-2            |                                                                                     |
| Shakespeare  | H-3        | Shakespeare (cratère)  | Caduceata                   | 90 à 180° longitude, 21 à 66° latitude    |                     | H-3            |                                                                                     |
| Raditladi    | H-4        | Raditladi (cratère)    | Liguria                     | 270 à 180° longitude, 21 à 66° latitude   | none                | H-4            |                                                                                     |
| Hokusai      | H-5        | Hokusai (cratère)      | Apollonia                   | 360 à 270° longitude, 21 à 66° latitude   | none                | H-5            |                                                                                     |
| Kuiper       | H-6        | Kuiper (cratère)       | Tricrena                    | 0 à 72° longitude, −22 à 22° latitude     |                     | H-6            |                                                                                     |
| Beethoven    | H-7        | Beethoven (cratère)    | Solitudo Lycaonis           | 72 à 144° longitude, −22 à 22° latitude   |                     | H-7            |                                                                                     |
| Tolstoj      | H-8        | Tolstoj (cratère)      | Phaethontias                | 144 à 216° longitude, −22 à 22° latitude  |                     | H-8            | Auparavant "Tir", puis renommée par l'Union astronomique internationale en 1976.    |
| Eminescu     | H-9        | Eminescu (cratère)     | Solitudo Criophori          | 216 à 288° longitude, −22 à 22° latitude  | none                | H-9            |                                                                                     |
| Derain       | H-10       | Derain (cratère)       | Pieria                      | 288 à 360° longitude, –22 à 22° latitude  | none                | H-10           |                                                                                     |
| Discovery    | H-11       | Discovery Rupes        | Solitudo Hermae Trismegisti | 0 à 90° longitude, −21 à −66° latitude    |                     | H-11           |                                                                                     |
| Michelangelo | H-12       | Michelangelo (cratère) | Solitudo Promethei          | 90 à 180° longitude, −21 à -66° latitude  |                     | H-12           |                                                                                     |
| Neruda       | H-13       | Neruda (cratère)       | Solitudo Persephones        | 180 à 270° longitude, −21 à –66° latitude | none                | H-13           |                                                                                     |
| Debussy      | H-14       | Debussy (cratère)      | Cyllene                     | 270 à 360° longitude, −21 à −66° latitude | none                | H-14           |                                                                                     |
| Bach         | H-15       | Bach (cratère)         | Australia                   | Pôle sud à −67° latitude                  |                     | H-15           |                                                                                     |

## Schéma des quadrangles
Relation des quadrangles les uns aux autres à la surface de Mercure (le Nord est en haut): 

## Voir également
- Liste des quadrangles sur Vénus
- Liste des quadrangles sur la Lune
- Liste des quadrangles sur Mars